# 江南山岛
江南山是浙江省舟山群岛中的岛屿，位于岱山岛东南近海，陆地面积0.72平方公里，总面积1.71平方公里。

## 行政
该岛行政上属于岱山县高亭镇，设江南村。

## 人口
岛上有人口1,213（五普），居民以渔业为主，岛上耕地缺乏。

## 交通
江南大桥与岱山岛相接。

## 社会
岛上原设小学一所，现已裁撤，学生就学需到高亭城区。